# Takashi Takusagawa
Takashi Takusagawa (田草川 貴 Takusagawa Takashi?), född 12 februari 1981 i Tokyo prefektur, är en japansk före detta fotbollsspelare.
Takusagawa började sin karriär 1999 i Avispa Fukuoka. 2001 flyttade han till Shonan Bellmare. Han avslutade karriären 2002.